# HCL.hr
HCL.hr ili Hrvatska Cyber Liga je hrvatski internetski videoigrački mrežni portal. Osnovan 2005., HCL se bavi pisanjem recenzija videoigara i snimanjem videomaterijala za YouTube.
Glavni urednik HCL.hr je Igor Belan.

## Povijest
Udruga HCL osnovana je 2002. dok je HCL.hr portal stvoren 21. svibnja 2005., a HCL.hr YouTube kanal pokrenut 4. kolovoza 2010.
Portal je nastao kao projekt skupine ljubitelja videoigara.
HCL, zajedno s ugašenim portalom Cro-Gaming.com, čini jednu od najvećih zajednica igrača video igara u Hrvatskoj koja snima vlastite sadržaje.
Glavni urednik portala je Igor Belan koji većim dijelom vodi YouTube kanal i ponekad napiše koju recenziju. Glavni izvršni urednik portala je Zoran Žalac koji redovito piše članke na hcl.hr portalu.

## Vanjske poveznice
- Službena stranica
- HCL.hr na YouTubeu
- HCL.hr na Facebooku
- HCL.hr na Twitteru
- HCL.hr na Instagramu
- HCL.hr na Steamu